# اوکنله مر
شهر اوکنله مر (به رومانیایی: Ocnele Mari) در شهرستان ولچه در کشور رومانی واقع شده‌است. جمعیت این شهر ۳٬۵۹۱ نفر است.